# مانويل روبلس
مانويل روبلس (بالإسبانية: Manuel Robles Aguila)‏ هو لاعب تنس الطاولة إسباني، ولد في 6 مارس 1959 في موناتشيل في إسبانيا.

## روابط خارجية
- مانويل روبلس على موقع Paralympic.org (الإنجليزية)
- مانويل روبلس على موقع اللجنة البارالمبية الإسبانية (الإسبانية)